# Genouilly (Saône-et-Loire)
Genouilly ist eine französische Gemeinde mit 418 Einwohnern (Stand 1. Januar 2022) im Département Saône-et-Loire in der Region Bourgogne-Franche-Comté (vor 2016 Bourgogne); sie gehört zum Arrondissement Chalon-sur-Saône und ist Teil des Kantons Blanzy (bis 2015 Mont-Saint-Vincent). 

## Geografie
Genouilly liegt etwa 29 Kilometer westsüdwestlich von Chalon-sur-Saône am Guye. Umgeben wird Genouilly von den Nachbargemeinden Le Puley im Norden, Germagny im Nordosten, Saint-Martin-du-Tartre im Osten und Südosten, Vaux-en-Pré im Süden und Südosten, Saint-Clément-sur-Guye und Joncy im Süden, Collonge-en-Charollais im Westen und Südwesten sowie Saint-Micaud im Nordwesten.

## Bevölkerungsentwicklung
| Jahr                      | 1936 | 1954 | 1962 | 1968 | 1975 | 1982 | 1990 | 1999 | 2006 | 2013 |
| Einwohner                 | 610  | 538  | 526  | 527  | 504  | 431  | 422  | 414  | 421  | 422  |
| Quelle: Cassini und INSEE |      |      |      |      |      |      |      |      |      |      |

## Sehenswürdigkeiten

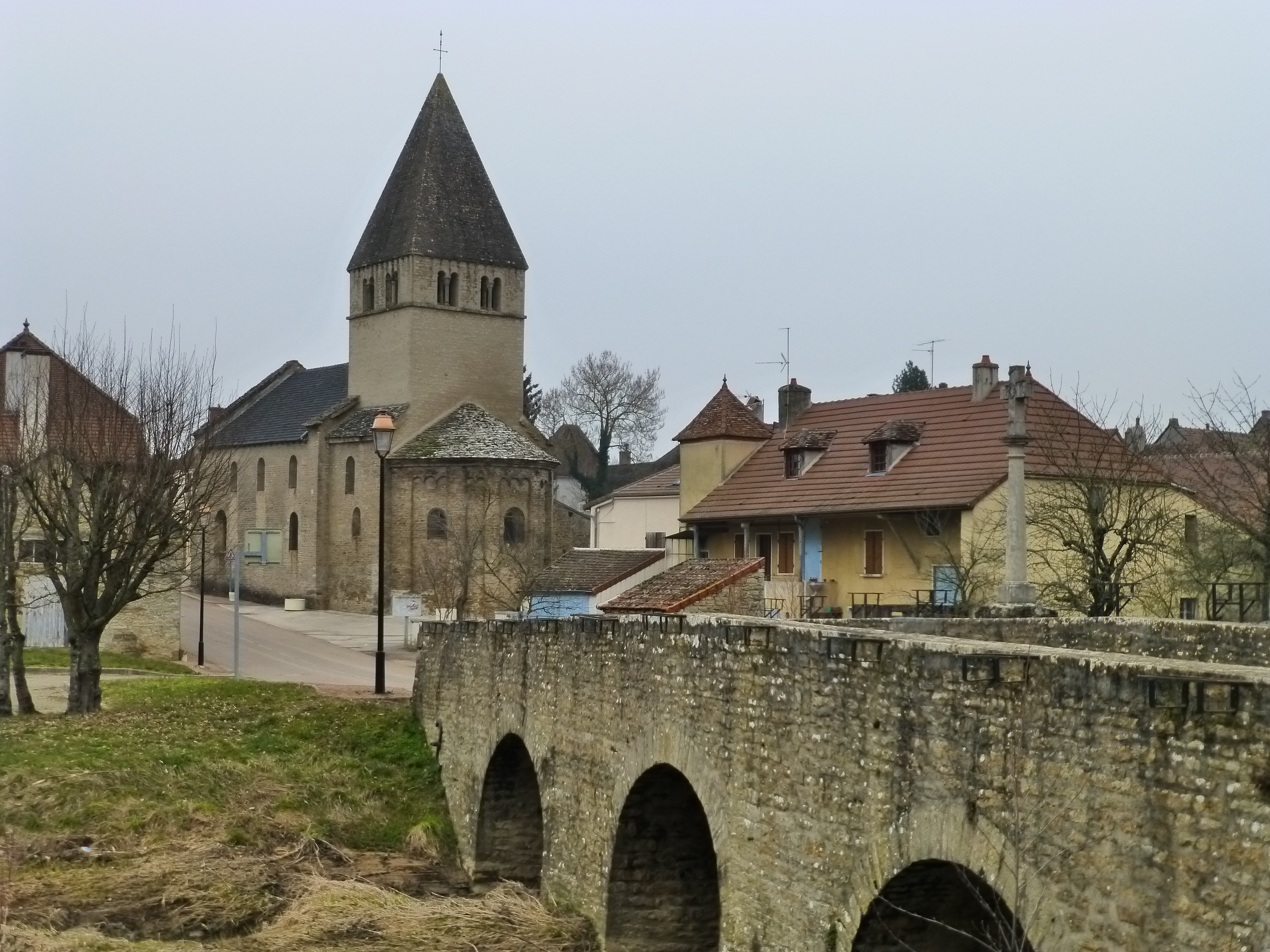
Kirche Saint-Pierre und Brücke über die Guye

- Kirche Saint-Pierre aus dem 11. Jahrhundert
- Brücke über die Guye aus dem 18. Jahrhundert